# Egyházashetye
Egyházashetye é um município da Hungria, situado no condado de Vas. Tem 13,2 km² de área e sua população em 2015 foi estimada em 328 habitantes.